# 段楠

段楠照片

段楠（1908年—1931年），又名阿刚，化名赵子芝，湖南酃縣（今炎陵縣）鹿原玉江村人，中共党员，曾任上海工会联合会组织部部长，龙华二十四烈士之一，与何孟雄是老乡。

## 生平
曾就读北京大学预科班。1927年在北京大学加入中国共产主义青年团，1928年初转为党员。经何孟雄介绍回到家乡进行革命活动，和潘祖浩等人组织西乡游击总队，任第三路指挥，参与1928年酃县三月暴动。1928年5月赴上海，给何孟雄做助手，任中共上海沪中、沪东区委及上海工会联合会秘书。1931年1月17日在上海天津路中山旅社被捕，2月7日与何孟雄等人在龙华看守所被枪决。